# Formuła 1 Sezon 2009
Sezon 2009 Formuły 1 – 60. sezon o Mistrzostwo Świata Formuły 1. Tytuł mistrzowski wśród kierowców wywalczył Jenson Button, zaś wśród konstruktorów zespół Brawn GP.

## Opis sezonu

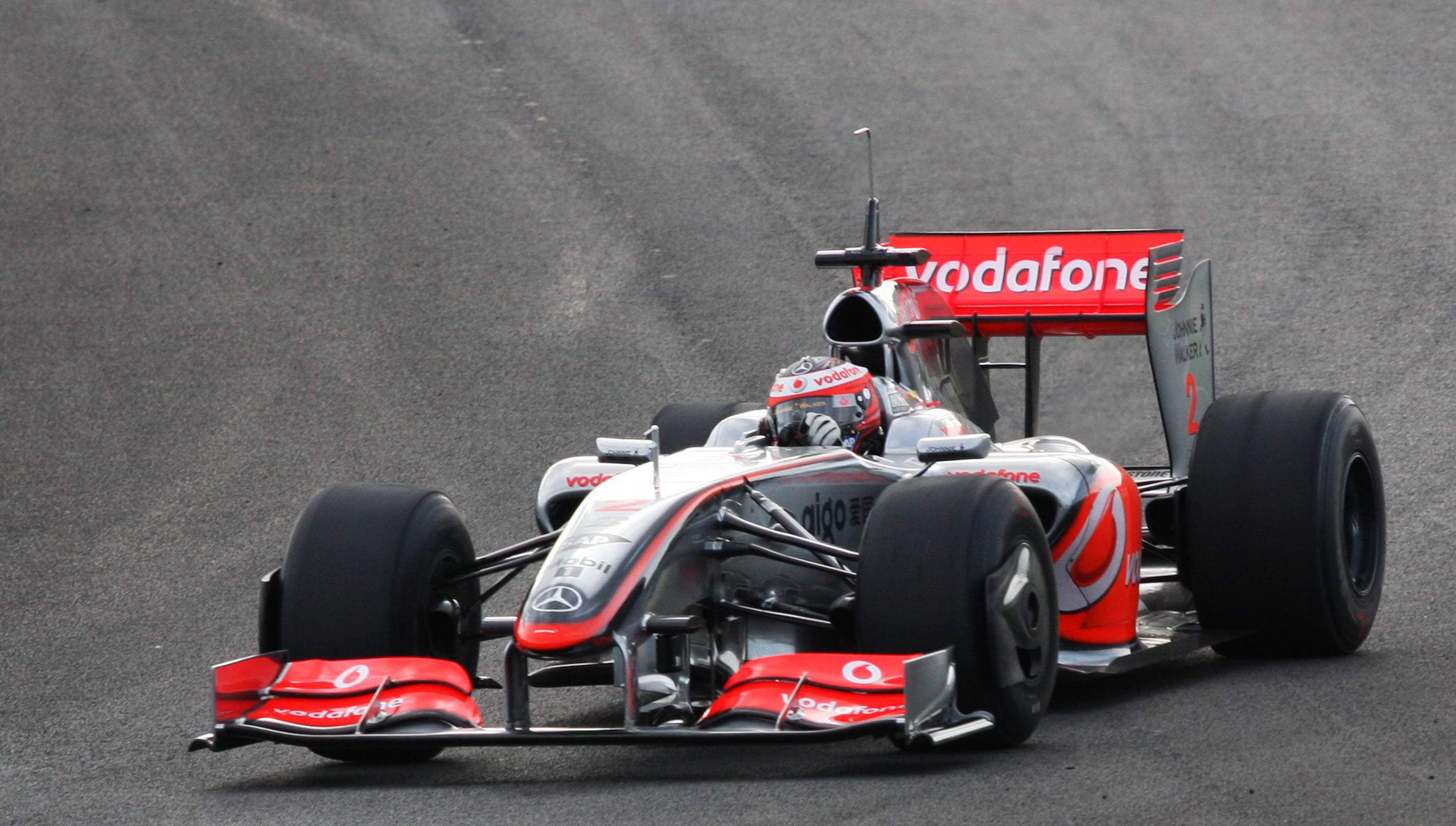
McLaren MP4-24

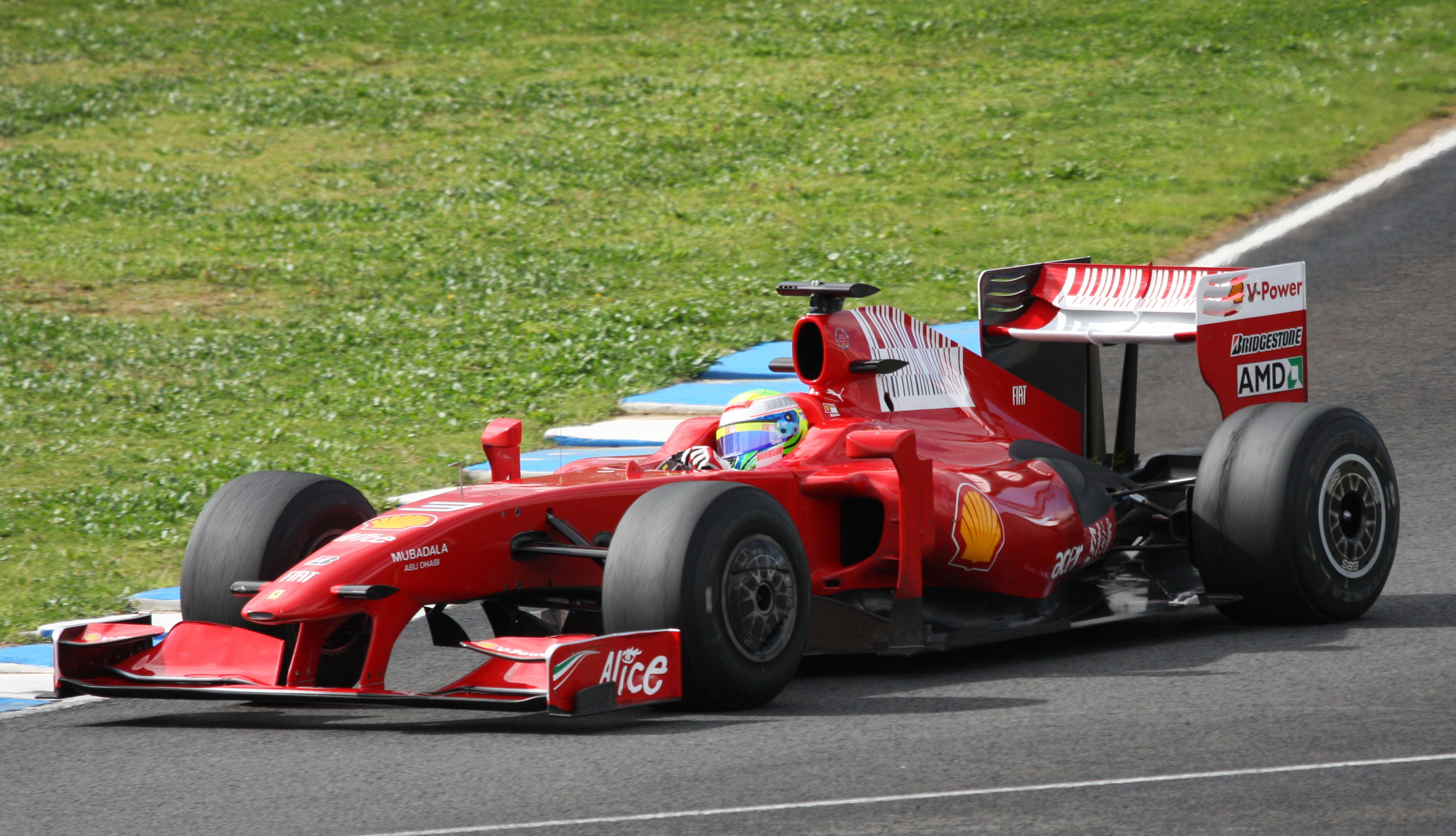
Ferrari F60

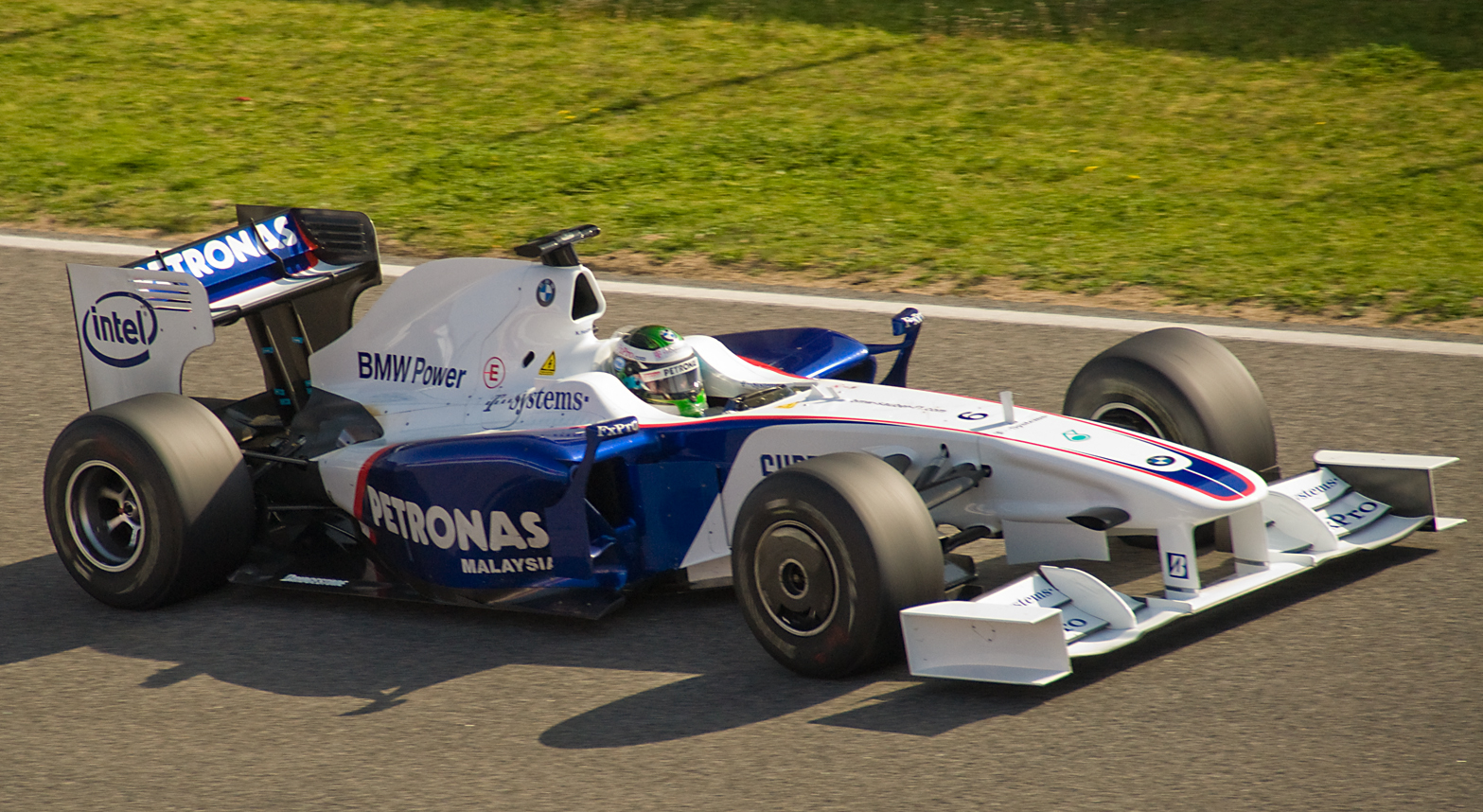
BMW F1.09

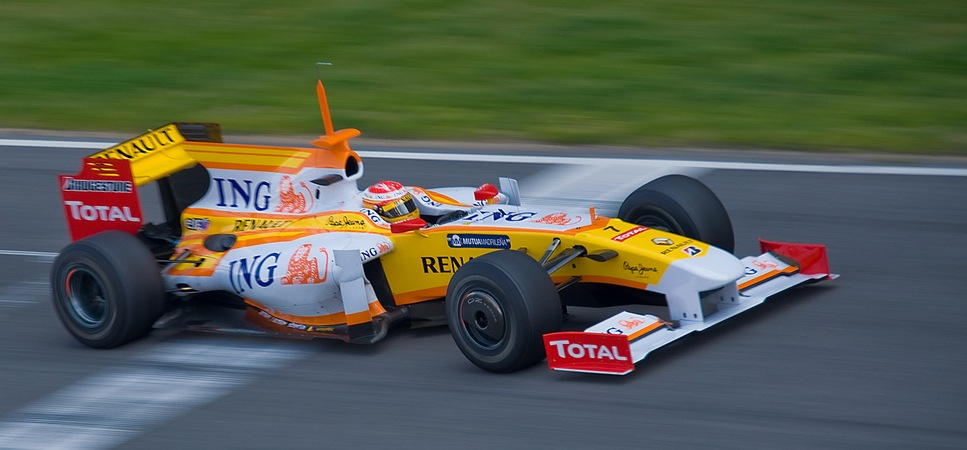
Renault R29

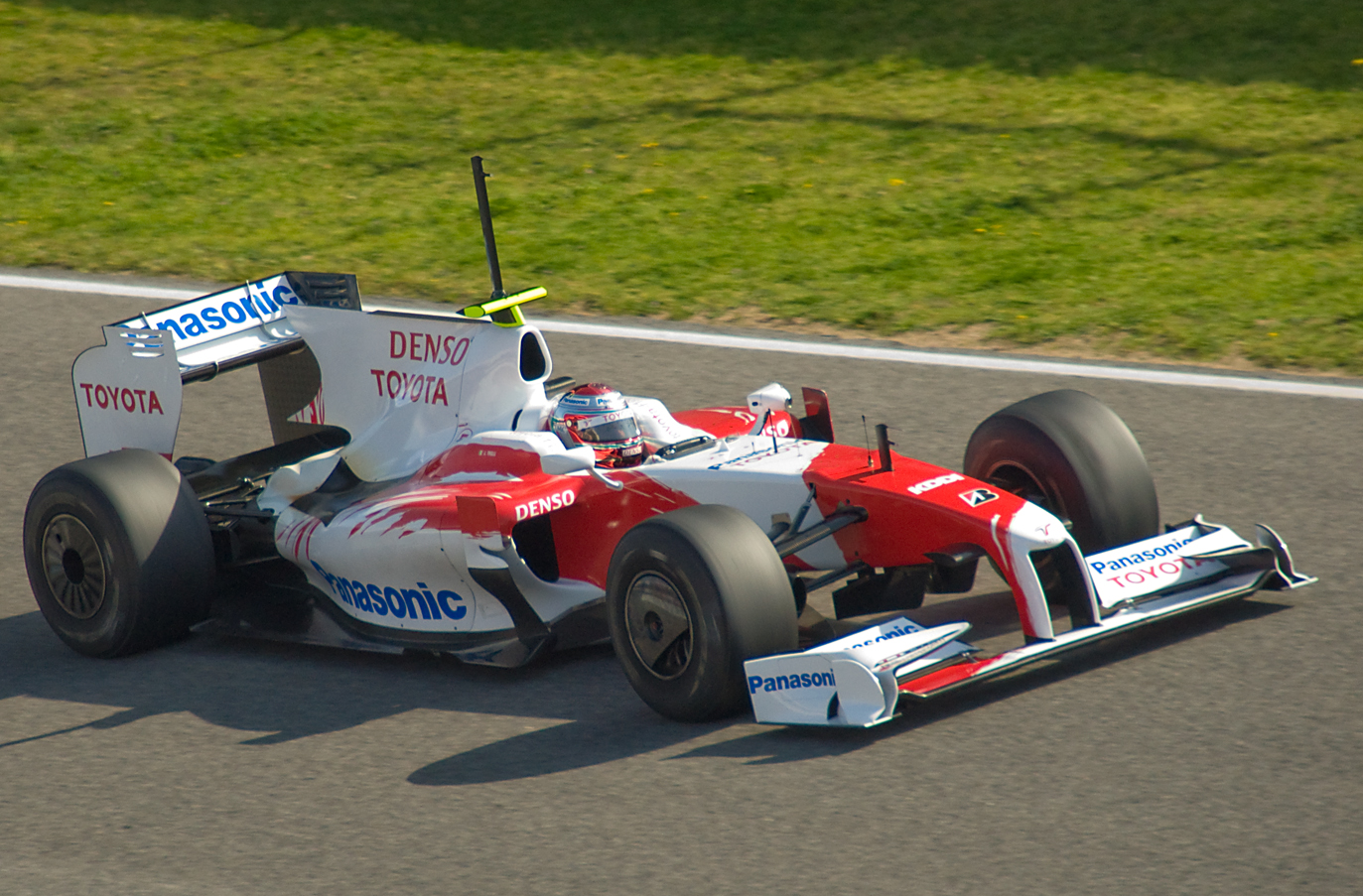
Toyota TF109

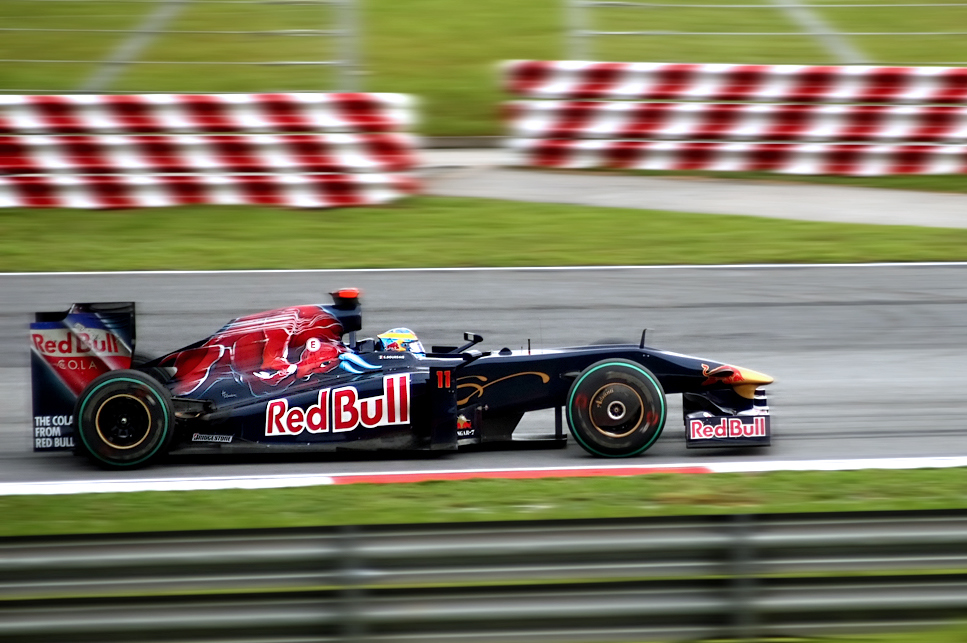
Toro Rosso STR4

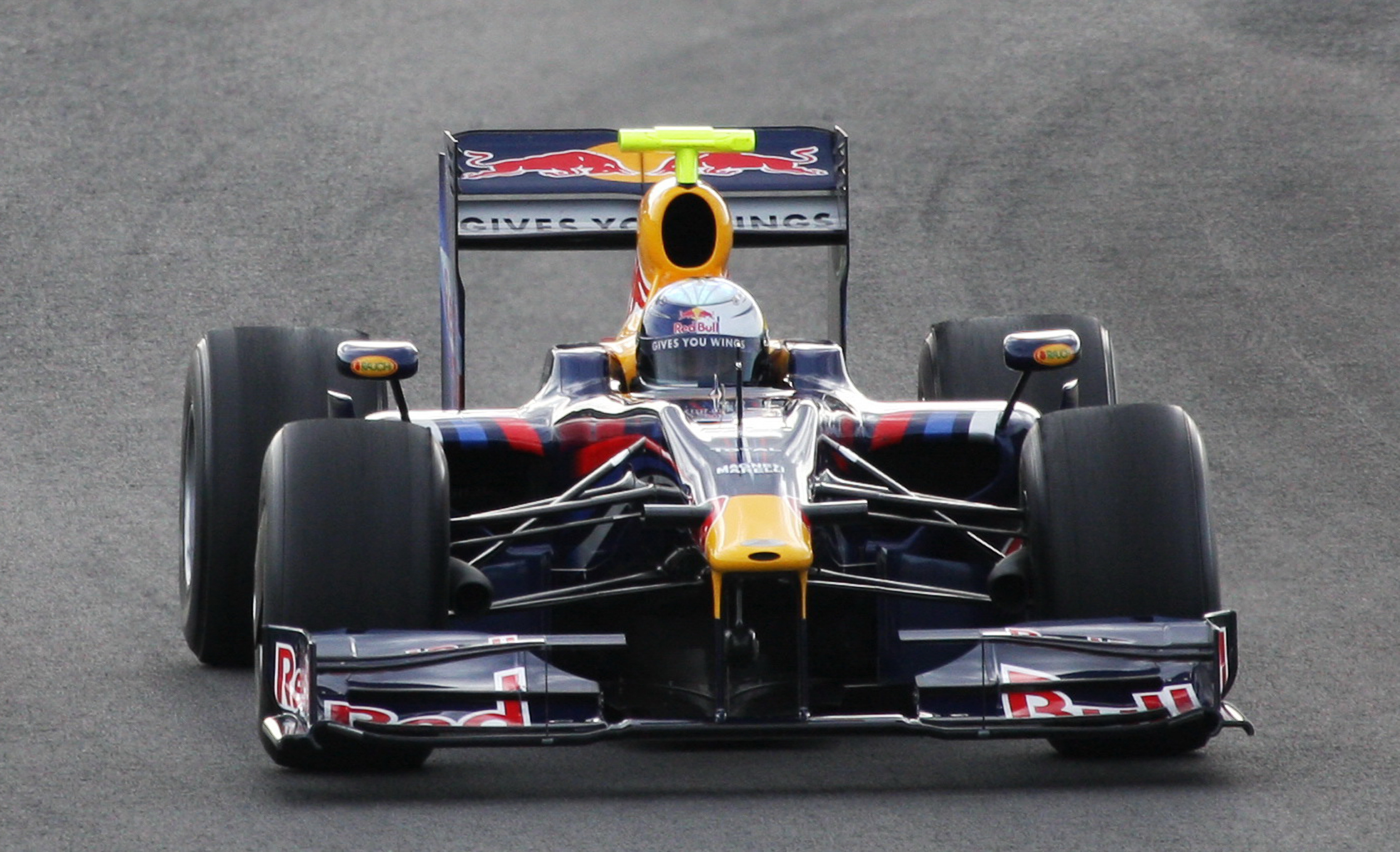
Red Bull RB5

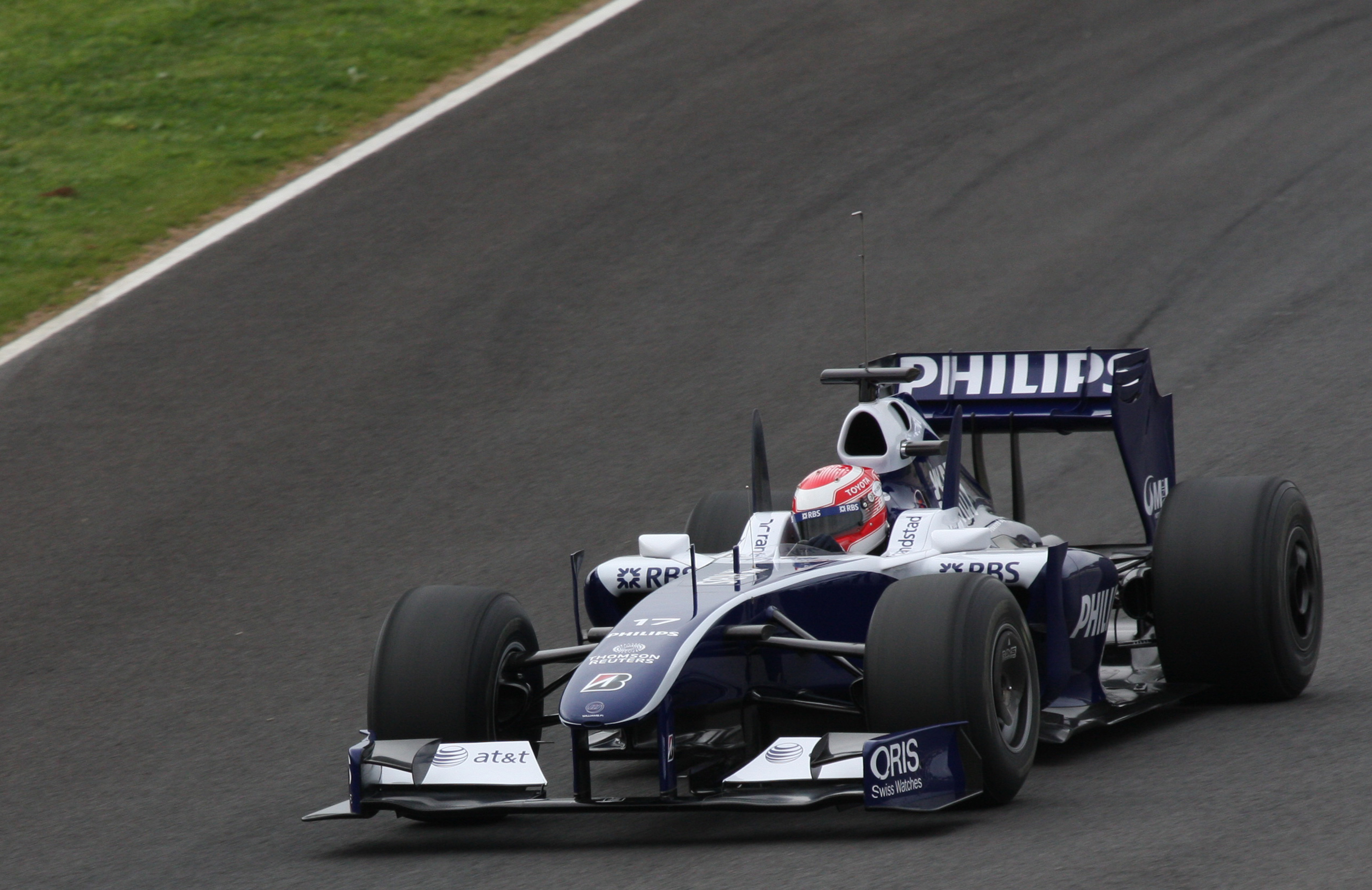
Williams FW31

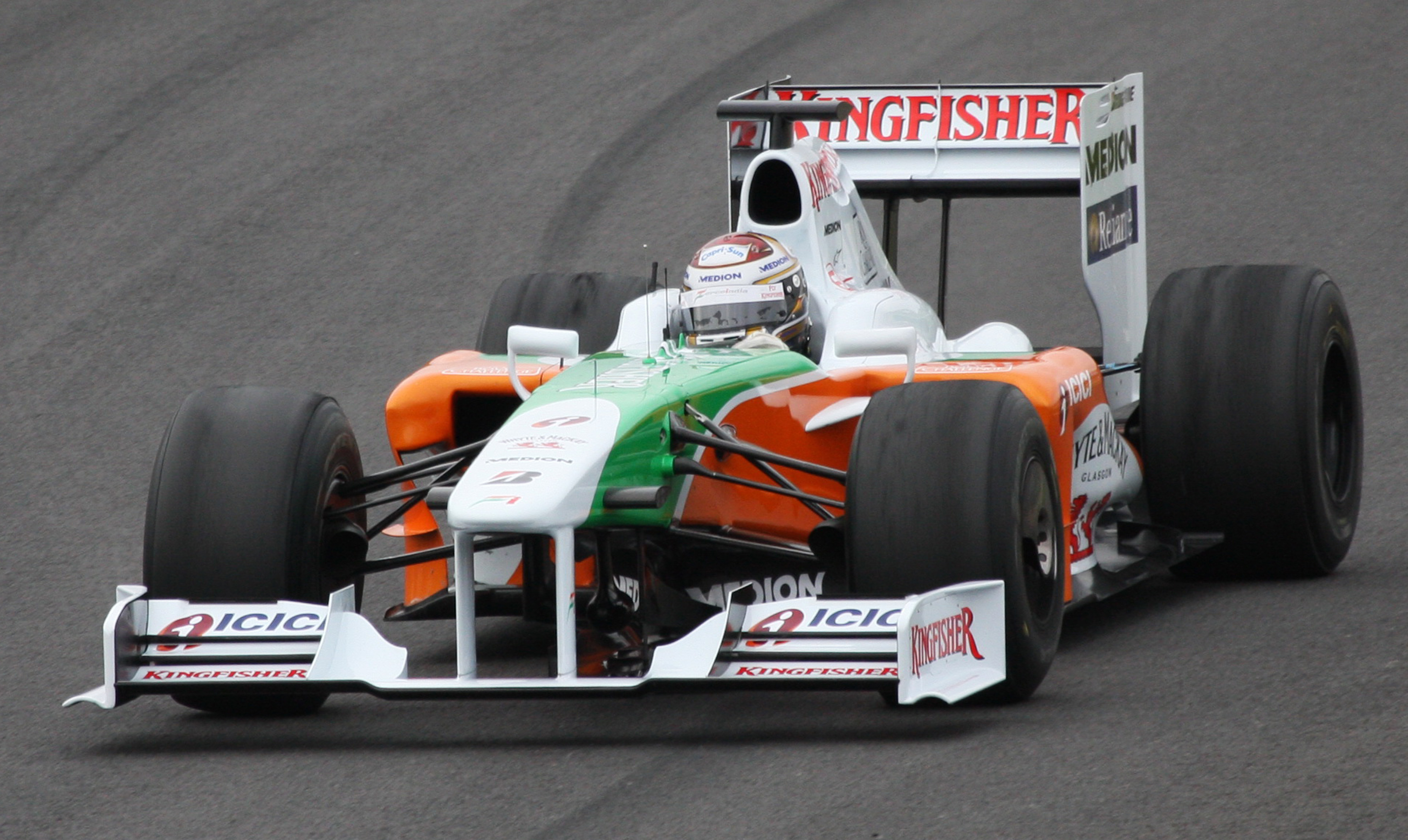
Force India VJM02

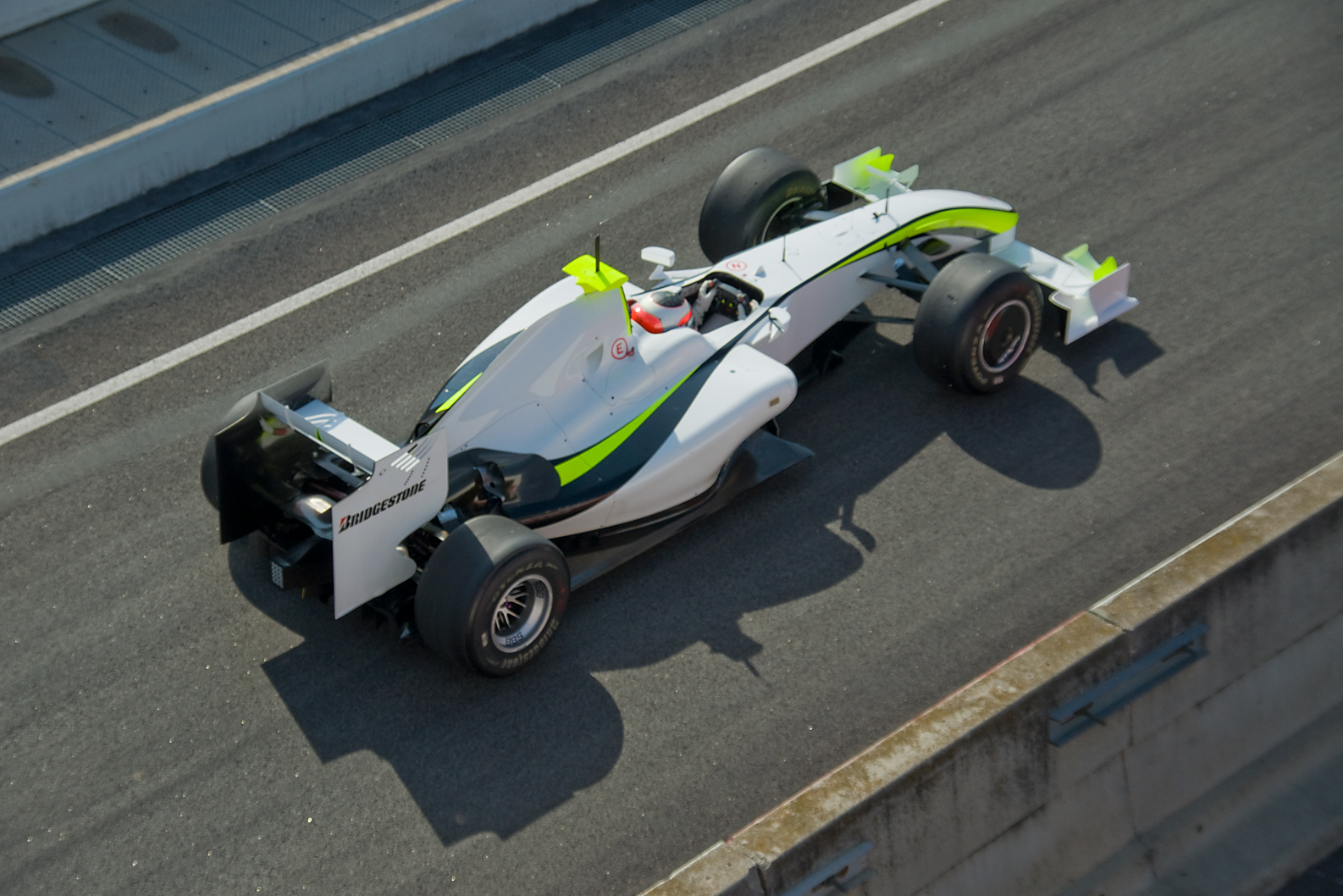
Brawn BGP 001

### Prezentacje i pierwsze testy samochodów
| Samochód          | Prezentacja                                           | Pierwsze testy                                  |
| ----------------- | ----------------------------------------------------- | ----------------------------------------------- |
| Ferrari F60       | 12 stycznia 2009 – Mugello, Włochy                    | 12 stycznia 2009 – Mugello, Włochy              |
| Toyota TF109      | 15 stycznia 2009 – Zdjęcia z prezentacji              | 20 stycznia 2009 – Portimao, Portugalia         |
| McLaren MP4-24    | 16 stycznia 2009 – Woking, Wielka Brytania            | 17 stycznia 2009 – Portimao, Portugalia         |
| Renault R29       | 19 stycznia 2009 – Portimao, Portugalia               | 20 stycznia 2009 – Portimao, Portugalia         |
| Williams FW31     | 19 stycznia 2009 – Portimao, Portugalia               | 19 stycznia 2009 – Portimao, Portugalia         |
| BMW Sauber F1.09  | 20 stycznia 2009 – Walencja, Hiszpania                | 20 stycznia 2009 – Walencja, Hiszpania          |
| Red Bull RB5      | 9 lutego 2009 – Jerez de la Frontera, Hiszpania       | 9 lutego 2009 – Jerez de la Frontera, Hiszpania |
| Force India VJM02 | 28 lutego 2009 – Silverstone Circuit, Wielka Brytania | 1 marca 2009 – Jerez de la Frontera, Hiszpania  |
| Brawn BGP 001     | 6 marca 2009 – Silverstone Circuit, Wielka Brytania   | 9 marca 2009 – Circuit de Catalunya, Hiszpania  |
| Toro Rosso STR4   | 9 marca 2009 – Circuit de Catalunya, Hiszpania        | 9 marca 2009 – Circuit de Catalunya, Hiszpania  |

### Testy zimowe 2008/2009
| Tor / Lokalizacja                                            | Data              | Czas      | Kierowca           | Samochód          |
| ------------------------------------------------------------ | ----------------- | --------- | ------------------ | ----------------- |
| Circuit de Catalunya Hiszpania, Barcelona                    | 17 listopada 2008 | 1:20.763  | Takuma Sato        | Toro Rosso STR3   |
| Circuit de Catalunya Hiszpania, Barcelona                    | 18 listopada 2008 | 1:19.751  | Sebastian Vettel   | Red Bull RB4      |
| Circuit de Catalunya Hiszpania, Barcelona                    | 19 listopada 2008 | 1:19.295  | Sebastian Vettel   | Red Bull RB4      |
| Circuito Permanente de Jerez Hiszpania, Jerez de la Frontera | 9 grudnia 2008    | 1:18.742  | Sébastien Buemi    | Toro Rosso STR3   |
| Circuito Permanente de Jerez Hiszpania, Jerez de la Frontera | 10 grudnia 2008   | 1:18.073  | Sébastien Buemi    | Toro Rosso STR3   |
| Circuito Permanente de Jerez Hiszpania, Jerez de la Frontera | 11 grudnia 2008   | 1:17.258  | Sébastien Buemi    | Toro Rosso STR3   |
| Circuito Permanente de Jerez Hiszpania, Jerez de la Frontera | 15 grudnia 2008   | 1:17.704  | Sébastien Buemi    | Red Bull RB4      |
| Circuito Permanente de Jerez Hiszpania, Jerez de la Frontera | 16 grudnia 2008   | 1:17.029  | Sébastien Buemi    | Red Bull RB4      |
| Circuito Permanente de Jerez Hiszpania, Jerez de la Frontera | 17 grudnia 2008   | 1:16.617  | Sebastian Vettel   | Red Bull RB4      |
| Autódromo Internacional do Algarve Portugalia, Portimao      | 15 grudnia 2008   | 1:31.788  | Gary Paffett       | McLaren MP4-23A   |
| Autódromo Internacional do Algarve Portugalia, Portimao      | 16 grudnia 2008   | 1:30.080  | Pedro de la Rosa   | McLaren MP4-23A/K |
| Autódromo Internacional do Algarve Portugalia, Portimao      | 17 grudnia 2008   | 1:28.993  | Pedro de la Rosa   | McLaren MP4-23A/K |
| Autódromo Internacional do Algarve Portugalia, Portimao      | 19 stycznia 2009  | 1:41.528  | Sébastien Buemi    | Toro Rosso STR3   |
| Autódromo Internacional do Algarve Portugalia, Portimao      | 20 stycznia 2009  | 1:34.429  | Sébastien Buemi    | Toro Rosso STR3   |
| Autódromo Internacional do Algarve Portugalia, Portimao      | 21 stycznia 2009  | 1:27.987  | Sébastien Buemi    | Toro Rosso STR3   |
| Autódromo Internacional do Algarve Portugalia, Portimao      | 22 stycznia 2009  | odwołane  | –                  | –                 |
| Circuito Permanente de Jerez Hiszpania, Jerez de la Frontera | 10 lutego 2009    | 1:19.660  | Sébastien Buemi    | Toro Rosso STR3   |
| Circuito Permanente de Jerez Hiszpania, Jerez de la Frontera | 11 lutego 2009    | 1:17.591  | Sébastien Buemi    | Toro Rosso STR3   |
| Circuito Permanente de Jerez Hiszpania, Jerez de la Frontera | 12 lutego 2009    | 1:18.493  | Sébastien Bourdais | Toro Rosso STR3   |
| Circuito Permanente de Jerez Hiszpania, Jerez de la Frontera | 13 lutego 2009    | 1:17.472  | Sébastien Bourdais | Toro Rosso STR3   |
| Bahrain International Circuit Bahrajn, Manama                | 10 lutego 2009    | 1:33.501  | Timo Glock         | Toyota TF109      |
| Bahrain International Circuit Bahrajn, Manama                | 11 lutego 2009    | 1:33.639  | Felipe Massa       | Ferrari F60       |
| Bahrain International Circuit Bahrajn, Manama                | 12 lutego 2009    | przerwane | Robert Kubica†     | BMW Sauber F1.09  |
| Bahrain International Circuit Bahrajn, Manama                | 13 lutego 2009    | 1:33.350  | Kimi Räikkönen     | Ferrari F60       |
| Bahrain International Circuit Bahrajn, Manama                | 16 lutego 2009    | 1:32.544  | Christian Klien    | BMW Sauber F1.09  |
| Bahrain International Circuit Bahrajn, Manama                | 17 lutego 2009    | 1:32.102  | Kimi Räikkönen     | Ferrari F60       |
| Bahrain International Circuit Bahrajn, Manama                | 18 lutego 2009    | 1:32.492  | Timo Glock         | Toyota TF109      |
| Bahrain International Circuit Bahrajn, Manama                | 19 lutego 2009    | 1:32.162  | Felipe Massa       | Ferrari F60       |
| Circuito Permanente de Jerez Hiszpania, Jerez de la Frontera | 1 marca 2009      | 1:19.055  | Sebastian Vettel   | Red Bull RB5      |
| Circuito Permanente de Jerez Hiszpania, Jerez de la Frontera | 2 marca 2009      | 1:30.979  | Timo Glock         | Toyota TF109      |
| Circuito Permanente de Jerez Hiszpania, Jerez de la Frontera | 3 marca 2009      | 1:19.814  | Timo Glock         | Toyota TF109      |
| Circuito Permanente de Jerez Hiszpania, Jerez de la Frontera | 4 marca 2009      | 1:19.945  | Fernando Alonso    | Renault R29       |
| Circuito Permanente de Jerez Hiszpania, Jerez de la Frontera | 5 marca 2009      | 1:20.052  | Nick Heidfeld      | BMW Sauber F1.09  |
| Circuit de Catalunya Hiszpania, Barcelona                    | 9 marca 2009      | 1:20.338  | Nick Heidfeld      | BMW Sauber F1.09  |
| Circuit de Catalunya Hiszpania, Barcelona                    | 10 marca 2009     | 1:20.314  | Kimi Räikkönen     | Ferrari F60       |
| Circuit de Catalunya Hiszpania, Barcelona                    | 11 marca 2009     | 1:19.127  | Jenson Button      | Brawn BGP 001     |
| Circuit de Catalunya Hiszpania, Barcelona                    | 12 marca 2009     | 1:18.926  | Rubens Barrichello | Brawn BGP 001     |
| Circuito Permanente de Jerez Hiszpania, Jerez de la Frontera | 15 marca 2009     | 1:19.236  | Rubens Barrichello | Brawn BGP 001     |
| Circuito Permanente de Jerez Hiszpania, Jerez de la Frontera | 16 marca 2009     | 1:18.343  | Fernando Alonso    | Renault R29       |
| Circuito Permanente de Jerez Hiszpania, Jerez de la Frontera | 17 marca 2009     | 1:17.844  | Jenson Button      | Brawn BGP 001     |
| Circuito Permanente de Jerez Hiszpania, Jerez de la Frontera | 18 marca 2009     | 1:18.202  | Heikki Kovalainen  | McLaren MP4-24    |
| Circuito Permanente de Jerez Hiszpania, Jerez de la Frontera | 19 marca 2009     | 1:17:494  | Kazuki Nakajima    | Williams FW31     |

* W tabelce uwzględnione jedynie te sesje testowe, w których brały udział co najmniej dwa zespoły.

† pomimo przerwania sesji testowej ustalono klasyfikację.

## Lista startowa
| Zespół                       | Konstruktor          | Samochód | Silnik (2.4l V8) | Opony | Nr | Kierowcy wyścigowi   | Rundy | Kierowcy rezerwowi                                |
| ---------------------------- | -------------------- | -------- | ---------------- | ----- | -- | -------------------- | ----- | ------------------------------------------------- |
| Vodafone McLaren Mercedes    | McLaren-Mercedes     | MP4-24   | Mercedes FO 108W | B     | 1  | Lewis Hamilton       | 1–17  | Pedro de la Rosa Gary Paffett                     |
| Vodafone McLaren Mercedes    | McLaren-Mercedes     | MP4-24   | Mercedes FO 108W | B     | 2  | Heikki Kovalainen    | 1–17  | Pedro de la Rosa Gary Paffett                     |
| Scuderia Ferrari Marlboro    | Ferrari              | F60      | Ferrari 056      | B     | 3  | Felipe Massa         | 1–10  | Luca Badoer Marc Gené                             |
| Scuderia Ferrari Marlboro    | Ferrari              | F60      | Ferrari 056      | B     | 3  | Luca Badoer          | 11–12 | Luca Badoer Marc Gené                             |
| Scuderia Ferrari Marlboro    | Ferrari              | F60      | Ferrari 056      | B     | 3  | Giancarlo Fisichella | 13–17 | Luca Badoer Marc Gené                             |
| Scuderia Ferrari Marlboro    | Ferrari              | F60      | Ferrari 056      | B     | 4  | Kimi Räikkönen       | 1–17  | Luca Badoer Marc Gené                             |
| BMW Sauber F1 Team           | BMW Sauber           | F1.09    | BMW P86/9        | B     | 5  | Robert Kubica        | 1–17  | Christian Klien                                   |
| BMW Sauber F1 Team           | BMW Sauber           | F1.09    | BMW P86/9        | B     | 6  | Nick Heidfeld        | 1–17  | Christian Klien                                   |
| Renault F1 Team              | Renault              | R29      | Renault RS27     | B     | 7  | Fernando Alonso      | 1–17  | Romain Grosjean Lucas Di Grassi                   |
| Renault F1 Team              | Renault              | R29      | Renault RS27     | B     | 8  | Nelson Piquet Jr.    | 1–10  | Romain Grosjean Lucas Di Grassi                   |
| Renault F1 Team              | Renault              | R29      | Renault RS27     | B     | 8  | Romain Grosjean      | 11–17 | Romain Grosjean Lucas Di Grassi                   |
| Panasonic Toyota Racing      | Toyota               | TF109    | Toyota RVX-09    | B     | 9  | Jarno Trulli         | 1–17  | Kamui Kobayashi                                   |
| Panasonic Toyota Racing      | Toyota               | TF109    | Toyota RVX-09    | B     | 10 | Timo Glock           | 1–15  | Kamui Kobayashi                                   |
| Panasonic Toyota Racing      | Toyota               | TF109    | Toyota RVX-09    | B     | 10 | Kamui Kobayashi      | 16–17 | Kamui Kobayashi                                   |
| Scuderia Toro Rosso          | STR-Ferrari          | STR4     | Ferrari 056      | B     | 11 | Sébastien Bourdais   | 1–9   | Brendon Hartley David Coulthard Jaime Alguersuari |
| Scuderia Toro Rosso          | STR-Ferrari          | STR4     | Ferrari 056      | B     | 11 | Jaime Alguersuari    | 10–17 | Brendon Hartley David Coulthard Jaime Alguersuari |
| Scuderia Toro Rosso          | STR-Ferrari          | STR4     | Ferrari 056      | B     | 12 | Sébastien Buemi      | 1–17  | Brendon Hartley David Coulthard Jaime Alguersuari |
| Red Bull Racing              | RBR-Renault          | RB5      | Renault RS27     | B     | 14 | Mark Webber          | 1–17  | Brendon Hartley David Coulthard Jaime Alguersuari |
| Red Bull Racing              | RBR-Renault          | RB5      | Renault RS27     | B     | 15 | Sebastian Vettel     | 1–17  | Brendon Hartley David Coulthard Jaime Alguersuari |
| AT&T WilliamsF1 Team         | Williams-Toyota      | FW31     | Toyota RVX-09    | B     | 16 | Nico Rosberg         | 1–17  | Nico Hülkenberg                                   |
| AT&T WilliamsF1 Team         | Williams-Toyota      | FW31     | Toyota RVX-09    | B     | 17 | Kazuki Nakajima      | 1–17  | Nico Hülkenberg                                   |
| Force India Formula One Team | Force India-Mercedes | VJM02    | Mercedes FO 108W | B     | 20 | Adrian Sutil         | 1–17  | Vitantonio Liuzzi                                 |
| Force India Formula One Team | Force India-Mercedes | VJM02    | Mercedes FO 108W | B     | 21 | Giancarlo Fisichella | 1–12  | Vitantonio Liuzzi                                 |
| Force India Formula One Team | Force India-Mercedes | VJM02    | Mercedes FO 108W | B     | 21 | Vitantonio Liuzzi    | 13–17 | Vitantonio Liuzzi                                 |
| Brawn GP Formula One Team    | Brawn-Mercedes       | BGP 001  | Mercedes FO 108W | B     | 22 | Jenson Button        | 1–17  | Anthony Davidson Alexander Wurz                   |
| Brawn GP Formula One Team    | Brawn-Mercedes       | BGP 001  | Mercedes FO 108W | B     | 23 | Rubens Barrichello   | 1–17  | Anthony Davidson Alexander Wurz                   |
| Zespół                       | Konstruktor          | Samochód | Silnik (2.4l V8) | Opony | Nr | Kierowcy wyścigowi   | Rundy | Kierowcy rezerwowi                                |

### Zmiany

#### Przed sezonem
- Honda Racing F1 → Brawn GP
- David Coulthard: Red Bull Racing → kierowca testowy Red Bull Racing
- Sebastian Vettel: Scuderia Toro Rosso → Red Bull Racing
- Sebastien Buemi: Arden International (GP2) → Scuderia Toro Rosso

#### W trakcie sezonu
- Brendon Hartley zastąpił Davida Coultharda jako kierowcę rezerwowego Red Bull Racing oraz Scuderii Toro Rosso od piątej rundy mistrzostw. Po ósmej rundzie zastąpił go Jaime Alguersuari.
- Od GP Węgier Hiszpan Jaime Alguersuari, dotychczas jeżdżący dla zespołu Carlin Motorsport w serii WSbR, zastąpił Sébastiena Bourdais jako kierowcę wyścigowego Toro Rosso[61][62].
- W GP Europy kierowca testowy Ferrari – Luca Badoer zastąpi kontuzjowanego Felipe Massę[55].
- Po GP Węgier Brazylijczyk Nelson Piquet Jr. rozstał się z zespołem Renault[59]. Jego miejsce od Grand Prix Europy zajmie dotychczasowy tester zespołu Romain Grosjean[58]. Dzięki temu nowym kierowcą testowym francuskiej ekipy został Lucas Di Grassi[58].
- Giancarlo Fisichella zastąpił Lukę Badoera na stanowisku kierowcy Ferrari począwszy od GP Włoch[56]. Zwolniona przez Fisichellę posada kierowcy wyścigowego w Force India została tym samym zajęta przez Vitantonio Liuzziego[63].
- Tuż przed Grand Prix Singapuru ING zakończyło ze skutkiem natychmiastowym współpracę z zespołem Renault. Decyzja ta jest efektem nadszarpnięcia wizerunku zespołu po aferze „crash-gate”[57].
- Kamui Kobayashi zastąpił kontuzjowanego Timo Glocka od GP Brazylii do końca sezonu[64].

### Szczegóły
- 3 lipca 2008 r. David Coulthard ogłosił zakończenie kariery z końcem sezonu 2008.[65]
- Mark Webber przedłużył kontrakt z zespołem Red Bull Racing na sezon 2009.[66]
- Sebastian Vettel przeszedł z zespołu Scuderia Toro Rosso do głównego zespołu marki Red Bull w Formule 1 – Red Bull Racing. Niemiec zastąpi odchodzącego na sportową emeryturę Szkota, Davida Coultharda, jednak ten pozostał w zespole już w roli kierowcy testowego.
- Timo Glock oraz Jarno Trulli przedłużyli kontrakt z zespołem Toyota[67].
- Kimi Räikkönen przedłużył kontrakt z zespołem Ferrari do końca sezonu 2010.[68]
- Robert Kubica i Nick Heidfeld przedłużyli kontrakt z BMW do 2009 roku.
- Force India będzie od nowego sezonu korzystać z jednostek napędowych firmy Mercedes-Benz. Zespół zrezygnował tym samym z jednostek napędowych Ferrari. Jednym z powodów rezygnacji był fakt, iż Ferrari nie dało Force India gwarancji na dostarczenie systemu odzyskiwania energii kinetycznej KERS, w przeciwieństwie do Mercedesa, który od sezonu 2009 będzie dostarczał Force India w pakiecie: silnik Mercedesa, skrzynię biegów, układy hydrauliczne oraz wyżej wymieniony system[69].
- Giancarlo Fisichella, Adrian Sutil i Vitantonio Liuzzi przedłużyli kontrakty z zespołem Force India[70].
- Honda Motor Co., Ltd., 5 grudnia 2008, podjął decyzję o wycofaniu zespołu Honda Racing F1 Team z wyścigów Formuły 1 do marca 2009[71][72][73]. Odejście Hondy z Formuły 1 miało przynieść koncernowi oszczędności, ponieważ na rynek samochodowy również dotknął kryzys, jednak producenta mogło srogo kosztować odejście z Formuły 1. Mianowicie za zerwanie kontraktu team musiałby zapłacić Jensonowi Buttonowi 35 milionów dolarów. Pozostałym wierzycielom (inżynierom, dostawcom opon, dostawcom paliwa) koncern również należne byłyby odszkodowania. W sumie odszkodowania miały przekroczyć sumę 150 milionów dolarów[74]. 27 lutego pojawiły się doniesienia jakoby zespół został przejęty przez dotychczasowy zarząd i miał przyjąć nazwę Brackley F1 lub Brawn Racing[75][76]. Pojawiły się też przypuszczenia, że Honda będzie wspierać finansowo zespół przez cały rok 2009, a może nawet i kolejny, co miałoby jej umożliwić ewentualne odzyskanie kontroli nad nim, jeśli sytuacja ekonomiczna na świecie poprawi się w przyszłym roku. Ostatecznie, 5 marca Ross Brawn oficjalnie potwierdził powstanie nowego zespołu o nazwie Brawn GP Formula One Team. Kierowcami zespołu pozostali Jenson Button i Rubens Barrichello, zaś dostawcą silników będzie Mercedes-Benz[9].

## Zmiany w regulaminie
- Powrót do opon typu „slick”.
- FIA planowała wprowadzić zakaz używania koców grzewczych do opon. Po testach nowych opon kierowcy wyrazili jednak obawy związane z dużą różnicą pomiędzy prędkościami samochodów ze świeżymi oponami a tymi które używały rozgrzanych opon. Ostatecznie federacja zrezygnowała z wprowadzenia nowego przepisu[77].
- FIA zezwoliła na stosowanie technologii odzysku energii w celu zwiększenia mocy i wydajności bolidów, z ang. KERS.
- Została znacznie zmieniona aerodynamika bolidów w celu zwiększenia liczby wyprzedzeń. Zostały wprowadzone ruchome przednie płaty skrzydeł. Na każdym okrążeniu są dopuszczalne dwie zmiany o maksimum 6 stopni. Ponadto środkowa część skrzydła jest standardowa i homologowana przez FIA. Przednie skrzydło jest znacznie obniżone w stosunku do płaszczyzny toru oraz poszerzone. Tylne skrzydło jest zaś zwężone i podniesione w stosunku do płaszczyzny jezdni. Zmniejszyło to zawirowania powietrza za bolidem.
- Przepis zakazu tankowania, kiedy na torze znajduje się Safety Car, został wycofany.
- Liczba obrotów silnika została ograniczona do 18000 na minutę.
- Zakaz testowania w trakcie sezonu, poza wyjątkiem sesji testowych w ramach weekendów grand prix.
- Rezygnacja z zasady jednego silnika na dwa weekendy wyścigowe. Na cały sezon każdemu kierowcy przysługiwało 8 silników. Użycie dziewiątego silnika oznaczało karę obniżenia pozycji startowej o 10 miejsc. Ponadto, każdy zespół miał do dyspozycji cztery dodatkowe jednostki napędowe, które mógł przeznaczyć na sesje testowe[78].
- Początkowo Światowa Rada Sportów Motorowych (WMSC) planowała wprowadzić do F1 przepis, o tym, że Mistrzem Świata w klasyfikacji kierowców zostaje ten, kto wygra największą ilość wyścigów. Przepis ten został jednak zablokowany przez FOTA. W sezonie 2009 nadal obowiązywała punktacja 10-8-6-5-4-3-2-1.[79]

## Eliminacje
Kalendarz FIA na sezon 2009 (nowe eliminacje lub tory w stosunku do sezonu 2008 zostały wyróżnione):
|    | Oficjalna nazwa                         | Grand Prix        | Tor                                | Data            | Czas polski | Czas lokalny |
| -- | --------------------------------------- | ----------------- | ---------------------------------- | --------------- | ----------- | ------------ |
| 1  | ING Australian Grand Prix               | Australii         | Albert Park Circuit                | 29 marca        | 8:00        | 17:00        |
| 2  | Petronas Malaysian Grand Prix           | Malezji           | Sepang International Circuit       | 5 kwietnia      | 11:00       | 17:00        |
| 3  | Sinopec Chinese Grand Prix              | Chin              | Shanghai International Circuit     | 19 kwietnia     | 9:00        | 15:00        |
| 4  | Gulf Air Bahrain Grand Prix             | Bahrajnu          | Bahrain International Circuit      | 26 kwietnia     | 14:00       | 15:00        |
| 5  | Gran Premio de Espana Telefónica        | Hiszpanii         | Circuit de Catalunya               | 10 maja         | 14:00       | 14:00        |
| 6  | Grand Prix de Monaco                    | Monako            | Circuit de Monaco                  | 24 maja         | 14:00       | 14:00        |
| 7  | ING Turkish Grand Prix                  | Turcji            | Istanbul Autodrom Circuit          | 7 czerwca       | 14:00       | 15:00        |
| 8  | Santander British Grand Prix            | Wielkiej Brytanii | Silverstone Circuit                | 21 czerwca      | 14:00       | 13:00        |
| 9  | Grosser Preis Santander Von Deutschland | Niemiec           | Nürburgring                        | 12 lipca        | 14:00       | 14:00        |
| 10 | ING Magyar Nagydij                      | Węgier            | Hungaroring                        | 26 lipca        | 14:00       | 14:00        |
| 11 | Telefónica Grand Prix of Europe         | Europy            | Valencia Street Circuit            | 23 sierpnia     | 14:00       | 14:00        |
| 12 | ING Belgian Grand Prix                  | Belgii            | Circuit de Spa-Francorchamps       | 30 sierpnia     | 14:00       | 14:00        |
| 13 | Gran Premio Santander d’Italia          | Włoch             | Autodromo Nazionale di Monza       | 13 września     | 14:00       | 14:00        |
| 14 | SingTel Singapore Grand Prix1           | Singapuru         | Marina Bay Street Circuit          | 27 września     | 14:00       | 20:00        |
| 15 | Fuji Television Japanese Grand Prix     | Japonii           | Suzuka International Racing Course | 4 października  | 7:00        | 14:00        |
| 16 | Grande Premio Petrobras do Brasil       | Brazylii          | Interlagos                         | 18 października | 18:00       | 14:00        |
| 17 | Etihad Airways Abu Dhabi Grand Prix2    | Abu Zabi          | Yas Marina Circuit                 | 1 listopada     | 14:00       | 17:00        |
|    | Oficjalna nazwa                         | Grand Prix        | Tor                                | Data            | Czas polski | Czas lokalny |

1 Wyścig nocny – rozegrany przy sztucznym oświetleniu.

2 Wyścig dzienno-nocny – start wyścigu ma miejsce przed zachodem słońca, zaś w trakcie rywalizacji zostaje włączone sztuczne oświetlenie toru.

### Zmiany
- Zgodnie z umową pomiędzy torami Hockenheimring i Nürburgring Grand Prix Niemiec odbył się na drugim z nich.
- Zostało zorganizowane pierwsze w historii Grand Prix Abu Zabi. Wyścig odbył się 1 listopada. 28 sierpnia 2009 organizatorzy wyścigu potwierdzili, że będzie to pierwsze dzienno-nocne grand prix w historii Formuły 1.[80]
- Grand Prix Japonii powróciło na tor Suzuka International Racing Course[81].
- Z kalendarza zniknęło Grand Prix Kanady na torze w Montrealu. (Władze lokalne odwoływały się, lecz rozmowy nie przyniosły skutku.)[82]
- Nie odbył się wyścig o Grand Prix Francji[83].
- Grand Prix Chin zostało przesunięte na kwiecień (po zatwierdzeniu poprawionego kalendarza)[82].

## Wyniki

### Najlepsze wyniki w Grand Prix
| Nr | Nazwa rundy                  | Pole Position        | Pole Position | Najszybsze okrążenie | Najszybsze okrążenie | Zwycięzca wyścigu  | Zwycięzca wyścigu | Najlepszy konstruktor | Szczegółowy rezultat |
| -- | ---------------------------- | -------------------- | ------------- | -------------------- | -------------------- | ------------------ | ----------------- | --------------------- | -------------------- |
| 1  | Grand Prix Australii         | Jenson Button        | Brawn GP      | Nico Rosberg         | Williams             | Jenson Button      | Brawn GP          | Brawn-Mercedes        | Wyniki               |
| 2  | Grand Prix Malezji           | Jenson Button        | Brawn GP      | Jenson Button        | Brawn GP             | Jenson Button      | Brawn GP          | Brawn-Mercedes        | Wyniki               |
| 3  | Grand Prix Chin              | Sebastian Vettel     | Red Bull      | Rubens Barrichello   | Brawn GP             | Sebastian Vettel   | Red Bull          | Red Bull-Renault      | Wyniki               |
| 4  | Grand Prix Bahrajnu          | Jarno Trulli         | Toyota        | Jarno Trulli         | Toyota               | Jenson Button      | Brawn GP          | Brawn-Mercedes        | Wyniki               |
| 5  | Grand Prix Hiszpanii         | Jenson Button        | Brawn GP      | Rubens Barrichello   | Brawn GP             | Jenson Button      | Brawn GP          | Brawn-Mercedes        | Wyniki               |
| 6  | Grand Prix Monako            | Jenson Button        | Brawn GP      | Felipe Massa         | Ferrari              | Jenson Button      | Brawn GP          | Brawn-Mercedes        | Wyniki               |
| 7  | Grand Prix Turcji            | Sebastian Vettel     | Red Bull      | Jenson Button        | Brawn GP             | Jenson Button      | Brawn GP          | Red Bull-Renault      | Wyniki               |
| 8  | Grand Prix Wielkiej Brytanii | Sebastian Vettel     | Red Bull      | Sebastian Vettel     | Red Bull             | Sebastian Vettel   | Red Bull          | Red Bull-Renault      | Wyniki               |
| 9  | Grand Prix Niemiec           | Mark Webber          | Red Bull      | Fernando Alonso      | Renault              | Mark Webber        | Red Bull          | Red Bull-Renault      | Wyniki               |
| 10 | Grand Prix Węgier            | Fernando Alonso      | Renault       | Mark Webber          | Red Bull             | Lewis Hamilton     | McLaren           | McLaren-Mercedes      | Wyniki               |
| 11 | Grand Prix Europy            | Lewis Hamilton       | McLaren       | Timo Glock           | Toyota               | Rubens Barrichello | Brawn GP          | Brawn-Mercedes        | Wyniki               |
| 12 | Grand Prix Belgii            | Giancarlo Fisichella | Force India   | Sebastian Vettel     | Red Bull             | Kimi Räikkönen     | Ferrari           | Ferrari               | Wyniki               |
| 13 | Grand Prix Włoch             | Lewis Hamilton       | McLaren       | Adrian Sutil         | Force India          | Rubens Barrichello | Brawn GP          | Brawn-Mercedes        | Wyniki               |
| 14 | Grand Prix Singapuru         | Lewis Hamilton       | McLaren       | Fernando Alonso      | Renault              | Lewis Hamilton     | McLaren           | McLaren-Mercedes      | Wyniki               |
| 15 | Grand Prix Japonii           | Sebastian Vettel     | Red Bull      | Mark Webber          | Red Bull             | Sebastian Vettel   | Red Bull          | Red Bull-Renault      | Wyniki               |
| 16 | Grand Prix Brazylii          | Rubens Barrichello   | Brawn GP      | Mark Webber          | Red Bull             | Mark Webber        | Red Bull          | Red Bull-Renault      | Wyniki               |
| 17 | Grand Prix Abu Zabi          | Lewis Hamilton       | McLaren       | Sebastian Vettel     | Red Bull             | Sebastian Vettel   | Red Bull          | Red Bull-Renault      | Wyniki               |

### Klasyfikacje szczegółowe

#### Kierowcy

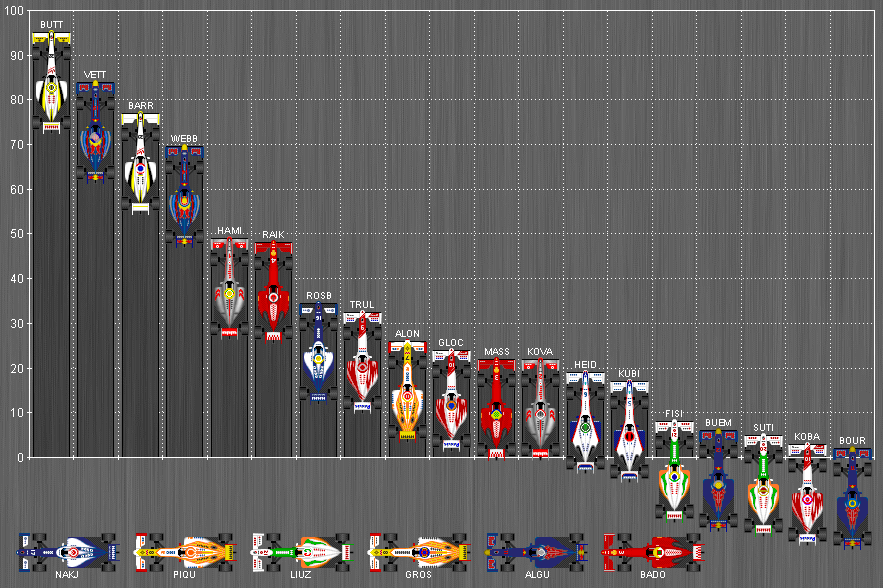
Klasyfikacja generalna kierowców w formie graficznej

| Legenda oznaczeń w tabelach wyników Wyświetl szablon na nowej stronie | Legenda oznaczeń w tabelach wyników Wyświetl szablon na nowej stronie                                                                     |
| Oznaczenie                                                            | Wyjaśnienie |
| --------------------------------------------------------------------- | --- |
| Złoty                                                                 | Zwycięzca lub mistrzostwo |
| Srebrny                                                               | 2. miejsce lub wicemistrzostwo |
| Brązowy                                                               | 3. miejsce lub II wicemistrzostwo |
| Zielony                                                               | Ukończył, punktował (w klasyfikacji generalnej, gdy zdobył co najmniej jeden punkt na przestrzeni sezonu, poza trzema powyższymi opcjami) |
| Niebieski                                                             | Ukończył, nie punktował (w klasyfikacji generalnej, gdy nie zdobył co najmniej jednego punktu na przestrzeni sezonu)                      |
| Czerwony                                                              | Nie zakwalifikował się (NZ) |
| Czerwony                                                              | Nie prekwalifikował się (NPK) |
| Różowy                                                                | Nie ukończył (NU) |
| Różowy                                                                | Niesklasyfikowany (NS) (w klasyfikacji generalnej, gdy nie został sklasyfikowany w żadnym wyścigu sezonu)                                 |
| Czarny                                                                | Zdyskwalifikowany (DK) |
| Czarny                                                                | Wykluczony (WYK/EX) |
| Biały                                                                 | Nie wystartował (NW) |
| Biały                                                                 | Kontuzjowany (K/INJ) |
| Biały                                                                 | Wyścig odwołany (OD/C) |
| Bez koloru                                                            | Został wycofany (WYC/WD) |
| Bez koloru                                                            | Nie przybył (NP/DNA) |
| Bez koloru                                                            | Nie brał udziału w treningach (NT/DNP) |
| Bez koloru                                                            | Nie został zgłoszony (–) |
| Pogrubienie                                                           | Start z pole position |
| Kursywa                                                               | Najszybsze okrążenie wyścigu |
| †                                                                     | Nie ukończył, ale jego rezultat został zaliczony ze względu na przejechanie więcej niż 90% dystansu wyścigu.                              |
| *                                                                     | Sezon w trakcie |
| 1/2/3                                                                 | Punktowana pozycja w sprincie kwalifikacyjnym                                                                                             |
| Lista systemów punktacji Formuły 1                                    | |

| Poz. | Kierowca             | Konstruktor         | Australia | [ b ] |     | Bahrajn | Hiszpania | Monako | Turcja | Wielka Brytania | Niemcy | Węgry | Unia Europejska | Belgia | Włochy | Singapur | Japonia | Brazylia |    | Punkty |
| ---- | -------------------- | ------------------- | --------- | ----- | --- | ------- | --------- | ------ | ------ | --------------- | ------ | ----- | --------------- | ------ | ------ | -------- | ------- | -------- | -- | ------ |
| 1    | Jenson Button        | Brawn               | 1         | 1     | 3   | 1       | 1         | 1      | 1      | 6               | 5      | 7     | 7               | NU     | 2      | 5        | 8       | 5        | 3  | 95     |
| 2    | Sebastian Vettel     | Red Bull            | 13†       | 15†   | 1   | 2       | 4         | NU     | 3      | 1               | 2      | NU    | NU              | 3      | 8      | 4        | 1       | 4        | 1  | 84     |
| 3    | Rubens Barrichello   | Brawn               | 2         | 5     | 4   | 5       | 2         | 2      | NU     | 3               | 6      | 10    | 1               | 7      | 1      | 6        | 7       | 8        | 4  | 77     |
| 4    | Mark Webber          | Red Bull            | 12        | 6     | 2   | 11      | 3         | 5      | 2      | 2               | 1      | 3     | 9               | 9      | NU     | NU       | 17      | 1        | 2  | 69,5   |
| 5    | Lewis Hamilton       | McLaren             | DK        | 7     | 6   | 4       | 9         | 12     | 13     | 16              | 18     | 1     | 2               | NU     | 12†    | 1        | 3       | 3        | NU | 49     |
| 6    | Kimi Räikkönen       | Ferrari             | 15†       | 14    | 10  | 6       | NU        | 3      | 9      | 8               | NU     | 2     | 3               | 1      | 3      | 10       | 4       | 6        | 12 | 48     |
| 7    | Nico Rosberg         | Williams            | 6         | 8     | 15  | 9       | 8         | 6      | 5      | 5               | 4      | 4     | 5               | 8      | 16     | 11       | 5       | NU       | 9  | 34,5   |
| 8    | Jarno Trulli         | Toyota              | 3         | 4     | NU  | 3       | NU        | 13     | 4      | 7               | 17     | 8     | 13              | NU     | 14     | 12       | 2       | NU       | 7  | 32,5   |
| 9    | Fernando Alonso      | Renault             | 5         | 11    | 9   | 8       | 5         | 7      | 10     | 14              | 7      | NU    | 6               | NU     | 5      | 3        | 10      | NU       | 14 | 26     |
| 10   | Timo Glock           | Toyota              | 4         | 3     | 7   | 7       | 10        | 10     | 8      | 9               | 9      | 6     | 14              | 10     | 11     | 2        | INJ     |          |    | 24     |
| 11   | Felipe Massa         | Ferrari             | NU        | 9     | NU  | 14      | 6         | 4      | 6      | 4               | 3      | INJ   |                 |        |        |          |         |          |    | 22     |
| 12   | Heikki Kovalainen    | McLaren             | NU        | NU    | 5   | 12      | NU        | NU     | 14     | NU              | 8      | 5     | 4               | 6      | 6      | 7        | 11      | 12       | 11 | 22     |
| 13   | Nick Heidfeld        | BMW Sauber          | 10        | 2     | 12  | 19      | 7         | 11     | 11     | 15              | 10     | 11    | 11              | 5      | 7      | NU       | 6       | NU       | 5  | 19     |
| 14   | Robert Kubica        | BMW Sauber          | 14†       | NU    | 13  | 18      | 11        | NU     | 7      | 13              | 14     | 13    | 8               | 4      | NU     | 8        | 9       | 2        | 10 | 17     |
| 15   | Giancarlo Fisichella | Force India/Ferrari | 11        | 18†   | 14  | 15      | 14        | 9      | NU     | 10              | 11     | 14    | 12              | 2      | 9      | 13       | 12      | 10       | 16 | 8      |
| 16   | Sébastien Buemi      | Toro Rosso          | 7         | 16†   | 8   | 17      | NU        | NU     | 15     | 18              | 16     | 16    | NU              | 12     | 13†    | NU       | NU      | 7        | 8  | 6      |
| 17   | Adrian Sutil         | Force India         | 9         | 17    | 17† | 16      | NU        | 14     | 17     | 17              | 15     | NU    | 10              | 11     | 4      | NU       | 13      | NU       | 17 | 5      |
| 18   | Kamui Kobayashi      | Toyota              |           |       |     |         |           |        |        |                 |        |       |                 |        |        |          |         | 9        | 6  | 3      |
| 19   | Sébastien Bourdais   | Toro Rosso          | 8         | 10    | 11  | 13      | NU        | 8      | 18     | NU              | NU     |       |                 |        |        |          |         |          |    | 2      |
| 20   | Kazuki Nakajima      | Williams            | NU        | 12    | NU  | NU      | 13        | 15†    | 12     | 11              | 12     | 9     | 18              | 13     | 10     | 9        | 15      | NU       | 13 | 0      |
| 21   | Nelson Piquet Jr.    | Renault             | NU        | 13    | 16  | 10      | 12        | NU     | 16     | 12              | 13     | 12    |                 |        |        |          |         |          |    | 0      |
| 22   | Vitantonio Liuzzi    | Force India         |           |       |     |         |           |        |        |                 |        |       |                 |        | NU     | 14       | 14      | 11       | 15 | 0      |
| 23   | Romain Grosjean      | Renault             |           |       |     |         |           |        |        |                 |        |       | 15              | NU     | 15     | NU       | 16      | 13       | 18 | 0      |
| 24   | Jaime Alguersuari    | Toro Rosso          |           |       |     |         |           |        |        |                 |        | 15    | 16              | NU     | NU     | NU       | NU      | 14       | NU | 0      |
| 25   | Luca Badoer          | Ferrari             |           |       |     |         |           |        |        |                 |        |       | 17              | 14     |        |          |         |          |    | 0      |
| Poz. | Kierowca             | Konstruktor         | Australia | [ b ] |     | Bahrajn | Hiszpania | Monako | Turcja | Wielka Brytania | Niemcy | Węgry | Unia Europejska | Belgia | Włochy | Singapur | Japonia | Brazylia |    | Punkty |

#### Konstruktorzy
| Legenda oznaczeń w tabelach wyników Wyświetl szablon na nowej stronie | Legenda oznaczeń w tabelach wyników Wyświetl szablon na nowej stronie                                                                     |
| Oznaczenie                                                            | Wyjaśnienie |
| --------------------------------------------------------------------- | --- |
| Złoty                                                                 | Zwycięzca lub mistrzostwo |
| Srebrny                                                               | 2. miejsce lub wicemistrzostwo |
| Brązowy                                                               | 3. miejsce lub II wicemistrzostwo |
| Zielony                                                               | Ukończył, punktował (w klasyfikacji generalnej, gdy zdobył co najmniej jeden punkt na przestrzeni sezonu, poza trzema powyższymi opcjami) |
| Niebieski                                                             | Ukończył, nie punktował (w klasyfikacji generalnej, gdy nie zdobył co najmniej jednego punktu na przestrzeni sezonu)                      |
| Czerwony                                                              | Nie zakwalifikował się (NZ) |
| Czerwony                                                              | Nie prekwalifikował się (NPK) |
| Różowy                                                                | Nie ukończył (NU) |
| Różowy                                                                | Niesklasyfikowany (NS) (w klasyfikacji generalnej, gdy nie został sklasyfikowany w żadnym wyścigu sezonu)                                 |
| Czarny                                                                | Zdyskwalifikowany (DK) |
| Czarny                                                                | Wykluczony (WYK/EX) |
| Biały                                                                 | Nie wystartował (NW) |
| Biały                                                                 | Kontuzjowany (K/INJ) |
| Biały                                                                 | Wyścig odwołany (OD/C) |
| Bez koloru                                                            | Został wycofany (WYC/WD) |
| Bez koloru                                                            | Nie przybył (NP/DNA) |
| Bez koloru                                                            | Nie brał udziału w treningach (NT/DNP) |
| Bez koloru                                                            | Nie został zgłoszony (–) |
| Pogrubienie                                                           | Start z pole position |
| Kursywa                                                               | Najszybsze okrążenie wyścigu |
| †                                                                     | Nie ukończył, ale jego rezultat został zaliczony ze względu na przejechanie więcej niż 90% dystansu wyścigu.                              |
| *                                                                     | Sezon w trakcie |
| 1/2/3                                                                 | Punktowana pozycja w sprincie kwalifikacyjnym                                                                                             |
| Lista systemów punktacji Formuły 1                                    | |

| Poz. | Konstruktor          | Nr | Australia | [ b ] |     | Bahrajn | Hiszpania | Monako | Turcja | Wielka Brytania | Niemcy | Węgry | Unia Europejska | Belgia | Włochy | Singapur | Japonia | Brazylia |    | Punkty |
| ---- | -------------------- | -- | --------- | ----- | --- | ------- | --------- | ------ | ------ | --------------- | ------ | ----- | --------------- | ------ | ------ | -------- | ------- | -------- | -- | ------ |
| 1    | Brawn-Mercedes       | 22 | 1         | 1     | 3   | 1       | 1         | 1      | 1      | 6               | 5      | 7     | 7               | NU     | 2      | 5        | 8       | 5        | 3  | 172    |
| 1    | Brawn-Mercedes       | 23 | 2         | 5     | 4   | 5       | 2         | 2      | NU     | 3               | 6      | 10    | 1               | 7      | 1      | 6        | 7       | 8        | 4  | 172    |
| 2    | Red Bull-Renault     | 14 | 12        | 6     | 2   | 11      | 3         | 5      | 2      | 2               | 1      | 3     | 9               | 9      | NU     | NU       | 17      | 1        | 2  | 153,5  |
| 2    | Red Bull-Renault     | 15 | 13†       | 15†   | 1   | 2       | 4         | NU     | 3      | 1               | 2      | NU    | NU              | 3      | 8      | 4        | 1       | 4        | 1  | 153,5  |
| 3    | McLaren-Mercedes     | 1  | DK        | 7     | 6   | 4       | 9         | 12     | 13     | 16              | 18     | 1     | 2               | NU     | 12†    | 1        | 3       | 3        | NU | 71     |
| 3    | McLaren-Mercedes     | 2  | NU        | NU    | 5   | 12      | NU        | NU     | 14     | NU              | 8      | 5     | 4               | 6      | 6      | 7        | 11      | 12       | 11 | 71     |
| 4    | Ferrari              | 3  | NU        | 9     | NU  | 14      | 6         | 4      | 6      | 4               | 3      | NW    | 17              | 14     | 9      | 13       | 12      | 10       | 16 | 70     |
| 4    | Ferrari              | 4  | 15†       | 14    | 10  | 6       | NU        | 3      | 9      | 8               | NU     | 2     | 3               | 1      | 3      | 10       | 4       | 6        | 12 | 70     |
| 5    | Toyota               | 9  | 3         | 4     | NU  | 3       | NU        | 13     | 4      | 7               | 17     | 8     | 13              | NU     | 14     | 12       | 2       | NU       | 7  | 59,5   |
| 5    | Toyota               | 10 | 4         | 3     | 7   | 7       | 10        | 10     | 8      | 9               | 9      | 6     | 14              | 10     | 11     | 2        | NW      | 9        | 6  | 59,5   |
| 6    | BMW Sauber           | 5  | 14†       | NU    | 13  | 18      | 11        | NU     | 7      | 13              | 14     | 13    | 8               | 4      | NU     | 8        | 9       | 2        | 10 | 36     |
| 6    | BMW Sauber           | 6  | 10        | 2     | 12  | 19      | 7         | 11     | 11     | 15              | 10     | 11    | 11              | 5      | 7      | NU       | 6       | NU       | 5  | 36     |
| 7    | Williams-Toyota      | 16 | 6         | 8     | 15  | 9       | 8         | 6      | 5      | 5               | 4      | 4     | 5               | 8      | 16     | 11       | 5       | NU       | 9  | 34,5   |
| 7    | Williams-Toyota      | 17 | NU        | 12    | NU  | NU      | 13        | 15†    | 12     | 11              | 12     | 9     | 18              | 13     | 10     | 9        | 15      | NU       | 13 | 34,5   |
| 8    | Renault              | 7  | 5         | 11    | 9   | 8       | 5         | 7      | 10     | 14              | 7      | NU    | 6               | NU     | 5      | 3        | 10      | NU       | 14 | 26     |
| 8    | Renault              | 8  | NU        | 13    | 16  | 10      | 12        | NU     | 16     | 12              | 13     | 12    | 15              | NU     | 15     | NU       | 16      | 13       | 18 | 26     |
| 9    | Force India-Mercedes | 20 | 9         | 17    | 17† | 16      | NU        | 14     | 17     | 17              | 15     | NU    | 10              | 11     | 4      | NU       | 13      | NU       | 17 | 13     |
| 9    | Force India-Mercedes | 21 | 11        | 18†   | 14  | 15      | 14        | 9      | NU     | 10              | 11     | 14    | 12              | 2      | NU     | 14       | 14      | 11       | 15 | 13     |
| 10   | Toro Rosso-Ferrari   | 11 | 8         | 10    | 11  | 13      | NU        | 8      | 18     | NU              | NU     | 15    | 16              | NU     | NU     | NU       | NU      | 14       | NU | 8      |
| 10   | Toro Rosso-Ferrari   | 12 | 7         | 16†   | 8   | 17      | NU        | NU     | 15     | 18              | 16     | 16    | NU              | 12     | 13†    | NU       | NU      | 7        | 8  | 8      |
| Poz. | Konstruktor          | Nr | Australia | [ b ] |     | Bahrajn | Hiszpania | Monako | Turcja | Wielka Brytania | Niemcy | Węgry | Unia Europejska | Belgia | Włochy | Singapur | Japonia | Brazylia |    | Punkty |